# Sandra C. Greer
Sandra Charlene Greer (geborene Thomason; * 1945) ist eine US-amerikanische Chemikerin (Physikalische Chemie).

## Leben
Sandra C. Greer studierte an der Furman University in Greenville, South Carolina Chemie und Mathematik, wo sie 1966 ihren Abschluss als Bachelor of Science erlangte. Sie ging dann an die University of Chicago und machte hier 1968 ihren Master-Abschluss sowie 1969 ihre Promotion in physikalischer Chemie. Sie fand dann eine Anstellung am National Institute of Standards and Technology in Gaithersburg, Maryland, wo sie in der Heat Division bis 1978 als Chemikerin tätig war. Danach wirkte sie dreißig Jahre an der University of Maryland, College Park. Beginnend als Associate-Professor wurde sie 1983 Professorin für Chemie und Biochemie am Department of Chemistry und zusätzlich 1995 Professorin für Biomolecular Engineering am Department of Chemical Engineering. Sie beschäftigte sich hier hauptsächlich mit der Thermodynamik von Flüssigkeiten, speziell mit Polymerdispersion und deren Phasenübergängen. Zudem war sie zwischen 1990 und 1993 Direktorin der Chemiefakultät der Universität. 1986 wurde sie Fellow der American Physical Society.
Seit 2008 ist Sandra C. Greer Provost des Mills College in Oakland, Kalifornien. Sie ist hier Dekan der Chemiefakultät und Professorin für Chemie und Physik sowie Inhaberin des Scheffler Pre-Health Science Chair. Sie setzt sich an dem ursprünglich kulturwissenschaftlich ausgerichteten College besonders für den Ausbau und die Reputation des Naturwissenschaftsbereiches ein und engagiert sich dafür, dass mehr Frauen eine naturwissenschaftliche Laufbahn einschlagen. Für ihre Verdienste wurde sie 2014 mit dem Award for Encouraging Women into Careers in the Chemical Sciences der American Chemical Society ausgezeichnet.

## Auszeichnungen (Auswahl)
- 1995: Mitglied der American Association for the Advancement of Science[6]
- 2004: Garvan-Olin-Medaille (American Chemical Society)
- 2014: Award for Encouraging Women into Careers in the Chemical Sciences (American Chemical Society)[7]